# Яков Костурски
Яков Костурски е български светец, новомъченик.

## Биография
Роден е в костурското село Горенци, тогава в Османската империя, днес Корисос, Гърция, в семейството на местните българи Мартин и Параскева. Забогатява от скотовъдство, но е наклеветен от завист и се изселва в столицата Цариград. Там също забогатява, но след изповед при патриарх Нифонт раздава богатството на бедните и се оттегля в Света гора. Замонашва се в иверския скит „Свети Йоан Предтеча“, като го възобновява, тъй като по това време е запустял. След известно време напуска манастира и започва да проповядва в Костурско. След клевета на владиката Акакий, че може да предизвика бунт, Яков заедно с двама от учениците си - йеродякон Яков и монах Дионисий, е арестуван от османските власти и е изпратен в Одрин. Там са измъчвани жестоко и са осъдени на смърт чрез обесване.
Яков умира в затвора в Одрин. Трупът му е обесен от властите на 1 ноември 1519 или 1520 година.
Мощите му са откупени от християни и погребани в манастира „Света Анастасия Узорешителница“. По-късно Дионисий Ардамерски и бившият солунски митрополит Дамаскин успяват да убедят монасите от манастира „Света Анастасия Узорешителница“ да дадат мощите на новомъченика Яков Костурски на иверския скит „Свети Йоан Предтеча“, в който Яков се замонашва.